# البنك الوطني الباكستاني
البنك الوطني الباكستاني (NBP) هو بنك تجاري باكستاني مملوك للحكومة وهو فرع لبنك باكستان الحكومي. يقع مقرها الرئيسي في كراتشي، باكستان. اعتبارا من مارس عام 2017، لديها 1450 فرعا في أنحاء باكستان مع أصول حوالي 17.9 مليار دولار.
يقدم البنك خدمات مصرفية تجارية وعامة. إنها شركة رائدة في سوق أسهم الدين، والخدمات المصرفية الاستثمارية للشركات، والخدمات المصرفية للأفراد والخدمات المصرفية للأفراد، والتمويل الزراعي، وخدمات الخزينة.
طور بنك باكستان الوطني مجموعة واسعة من المنتجات الاستهلاكية، لتعزيز الأعمال التجارية وتلبية احتياجات شرائح المجتمع المختلفة وتلبية مسؤولياته الاجتماعية. تم تصميم بعض المخططات خصيصًا للقطاعات المنخفضة إلى المتوسطة الدخل من السكان. وقد نفذت خطط ائتمانية خاصة مثل التمويل الصغير للزراعة والأعمال والصناعات، ومسؤول عن قروض حسنة للطلاب، ومخطط التوظيف الذاتي للعاطلين عن العمل، ومخطط النقل العام. قام البنك بتوسيع نطاق منتجاته وخدماته لتشمل منتجات الخدمات المصرفية الإسلامية المتوافقة مع الشريعة الإسلامية. كما وضعت خدمة تحويل الأموال للباكستانيين المغتربين لإعادة أموالهم إلى باكستان. المسؤولية الاجتماعية للعملاء هي قسم جديد يوفر الخدمات الاجتماعية للتعليم والصحة وتمكين المرأة.

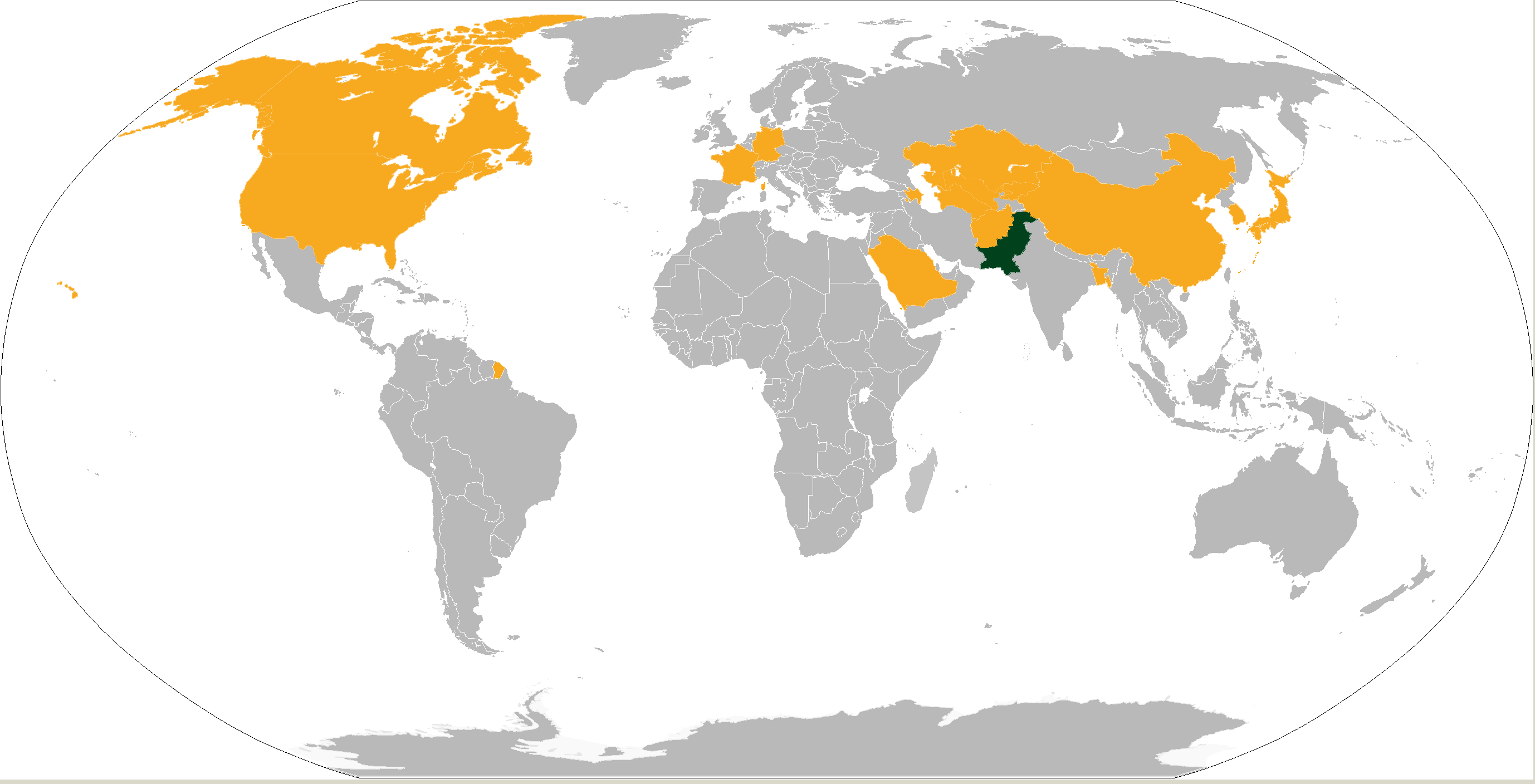
خريطة تصور عمليات البنك الوطني الباكستاني في جميع أنحاء العالم. الدول المميزة لديها فروع و / أو فروع و / أو مكاتب تمثيلية للبنك. يتم تمييز باكستان باللون الأخضر الداكن كمرجع.

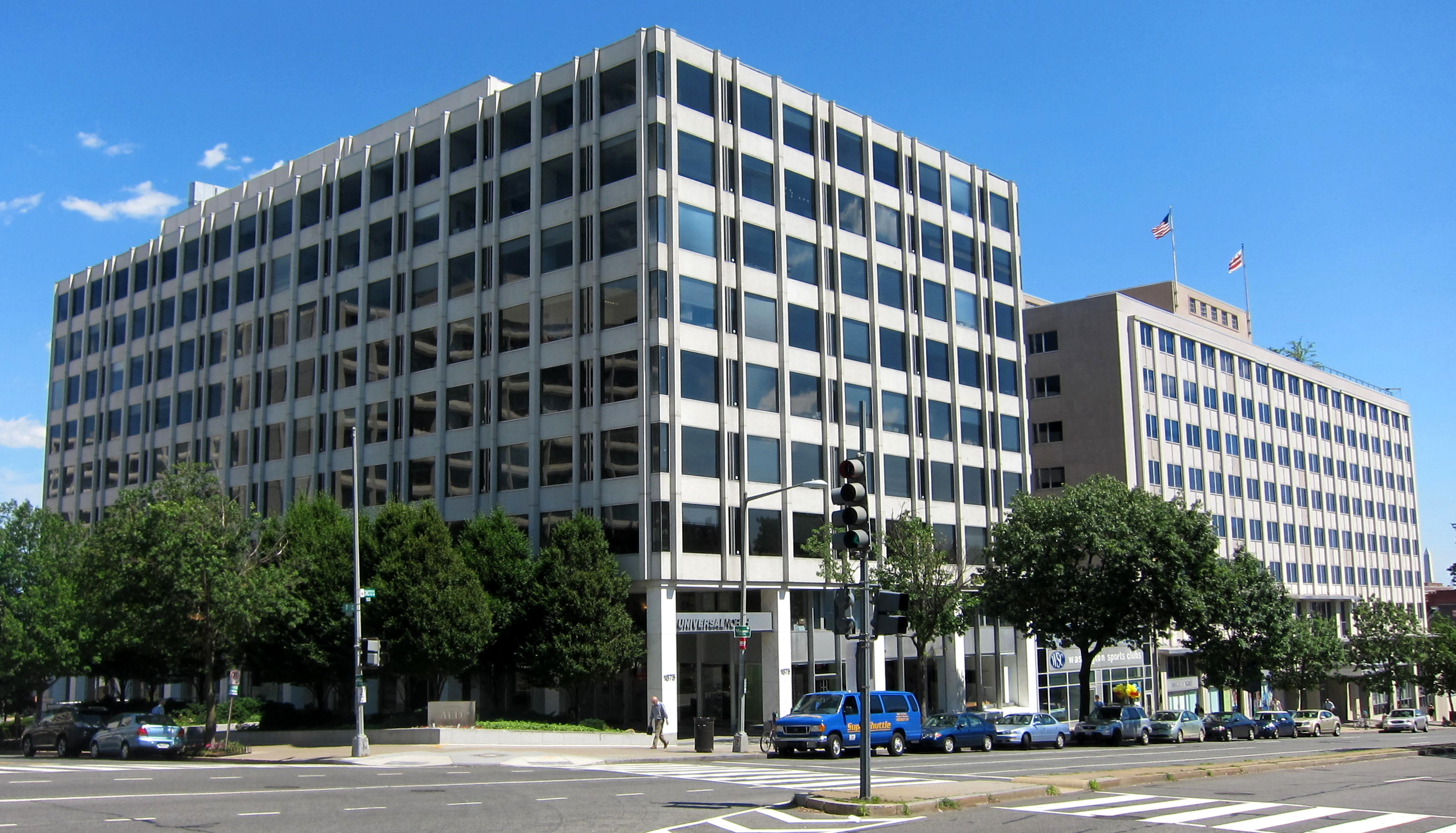

## روابط خارجية
- بنك باكستان الوطني (NBP)